# Der Gauner und die Lady
Der Gauner und die Lady (Originaltitel: The Law and the Lady) ist eine US-amerikanische Filmkomödie mit Greer Garson und Michael Wilding aus dem Jahr 1951. Als literarische Vorlage diente das Bühnenstück The Last of Mrs. Cheyney von Frederick Lonsdale.

## Handlung
Im London der Jahrhundertwende wird das Dienstmädchen Jane Hoskins beschuldigt, ihrer Herrin Lady Sybil Minden Diamantohrringe gestohlen zu haben. Als Inspektor McGraw Jane verhört, gibt Lady Sybils Schwager Nigel Duxbury zu, der Dieb gewesen zu sein, habe er doch sein Erbe an seinen um fünf Minuten älteren Zwillingsbruder Lord Minden verloren. Dieser vergibt seinem Bruder und schenkt ihm die Ohrringe. Daraufhin lädt Nigel Jane in ein elegantes Restaurant ein. Dort erzählt ihm Jane von sich und ihren ehrgeizigen Zukunftsplänen. Nigel ist von ihren guten Manieren derart beeindruckt, dass er sie zu seiner Partnerin bei seinen unsauberen Geschäften machen möchte. Jane zögert, sein unmoralisches Angebot anzunehmen, willigt aber schließlich ein: In Monte Carlo nehmen sie einen alten englischen Colonel beim Kartenspielen aus. Anschließend reisen sie nach Shanghai, wo sie ihre Gaunereien erfolgreich fortsetzen. In San Francisco bringt Nigel Geschichten über Jane als Lady Loverly in Umlauf, worauf sie zahlreiche Einladungen der höheren Gesellschaft erhält. Die reiche und großzügige Witwe Mrs. Julia Wortin lässt Janes angeblichem Wohltätigkeitsverein gar eine große Spende zukommen. Nigel gibt sich wiederum als Butler namens Hoskins aus, den Mrs. Wortin auf Janes Empfehlung hin prompt bei sich einstellt.
Als Mrs. Wortin Jane für ein Wochenende zu sich einlädt, klärt Nigel seine Komplizin über Mrs. Wortins Juwelen auf, die diese in einem Safe aufbewahrt. Am darauffolgenden Abend wird Jane von Juan Dinas, dem Nachbar ihrer Gastgeberin, umworben, was Nigel eifersüchtig macht. Bevor Jane zu Bett geht, bittet sie Mrs. Wortin um den Schlüssel für den Safe, um dort die Diamantohrringe, die ihr Nigel gegeben hat, sicher aufbewahren zu können. Obwohl die Gelegenheit ideal scheint, verzichtet Jane darauf, Mrs. Wortins Juwelen aus dem Geldschrank zu stehlen. Am nächsten Tag erhält Jane eine Einladung von Juan, der ihr prompt einen Heiratsantrag macht. Juans Großmutter ist Prinzessin Margarita, eine Nichte des Königs von Spanien. Sie nimmt Jane genauer unter die Lupe und findet heraus, dass Jane nicht die Lady ist, die sie vorgibt zu sein. Juan jedoch lässt sich trotz der Einwände seitens seiner Großmutter nicht davon abbringen, Jane weiterhin den Hof zu machen.
Jane gesteht Nigel derweil, dass sie glaubt, sich in Juan verliebt zu haben, und ihn heiraten möchte. Nigel wünscht ihr alles Gute und stellt fest, dass sie wahrscheinlich beide Mrs. Wortin zu sehr mögen und deshalb nicht in der Lage sind, ihre Juwelen zu stehlen. Aus einem spontanen Impuls heraus küsst er Jane, worauf ihm diese die Diamantohrringe zurückgibt. Nigel gesteht ihr seinerseits, dass er die echten Ohrringe schon vor einer Weile versetzt habe und nun dringend Geld benötige. Da sich Jane verantwortlich für seine Situation fühlt, beschließt sie, bei ihm zu bleiben und mit ihm am nächsten Morgen zu verschwinden.
Noch in derselben Nacht raubt Jane Mrs. Wortins Juwelen. Vom Balkon aus wirft sie Nigel die Beute zu und wird dabei von Juan beobachtet. Als dieser Jane zur Rede stellt, gibt sie ihre Tat offen zu. Er versucht, sie dennoch zu küssen, und löst dabei die Alarmanlage aus. Daraufhin sehen sich Jane und Nigel gezwungen, ihre Betrügereien zu gestehen. Nigel ist zudem bereit, seinen Opfern das gestohlene Geld zurückzuzahlen – selbst wenn es bedeutet, dass er hart dafür arbeiten muss. Inspektor McGraw, der am Ort des Geschehens mit einem Haftbefehl für das Gaunerpaar erscheint, überbringt ihnen die Nachricht, dass Nigels Bruder Lord Minden verstorben und Nigel somit der neue Lord geworden ist. Nach einem kurzen Aufenthalt im Gefängnis steht Janes und Nigels gemeinsamem Glück nichts mehr im Weg.

## Hintergrund
Der Gauner und die Lady war die dritte Verfilmung des erfolgreichen Bühnenstücks The Last of Mrs. Cheyney (1925) von Frederick Lonsdale. Zuvor war es bereits mit Norma Shearer (The Last of Mrs. Cheyney, 1929) und Joan Crawford (The Last of Mrs. Cheyney, 1937) zweimal unter dem Originaltitel für die Leinwand adaptiert worden. 1961 folgte mit Frau Cheneys Ende eine deutsche Verfilmung mit Lilli Palmer und Carlos Thompson in den Hauptrollen.
Sowohl für den Briten Michael Wilding als auch für den Argentinier Fernando Lamas bedeutete Der Gauner und die Lady das Hollywood-Debüt. Der Film, für den die rothaarige Greer Garson wie in Tagebuch einer Frau (1944) eine schwarze Perücke trug, wurde am 15. August 1951 in New York uraufgeführt und erwies sich für MGM als Flop. Das Einspielergebnis betrug 1.360.000 Dollar, was einen Verlust von 395.000 Dollar bedeutete. In Deutschland wurde die Filmkomödie erstmals am 27. Mai 1997 vom BR im Fernsehen gezeigt.

## Kritiken
Für das Lexikon des internationalen Films war Der Gauner und die Lady eine „langatmige, uneinheitliche Geschichte, die jedoch mit guten Dialogen und einigen trefflichen Pointen aufwarten kann“. Time wies im Bezug auf die Vorlage darauf hin, dass die Produzenten „den Ort, die Zeit und vor allem die Handlung verändert“ hätten, es sich jedoch auch im Film noch immer um „die amüsante Geschichte eines eleganten Gaunerpärchens“ handle. Die Dialoge seien „intelligent“, der Stil jedoch „uneinheitlich“. Michael Wilding und Greer Garson würden ein „weltgewandtes und charmantes Gaunerpaar“ abgeben.
Craig Butler vom All Movie Guide befand rückblickend, dass die Dialoge „nur wenig Brillanz oder Witz“ vorweisen könnten. Die Autoren hätten damit „den Film von vorne bis hinten vermasselt“. Edwin H. Knopfs „eintönige Regie“ mache es auch nicht besser. „Überraschenderweise“ biete „die sonst so strahlende“ Greer Garson „eine uncharakteristische, glanzlose Vorstellung“. Michael Wilding wiederum gelinge es nie, seiner Figur Tiefe zu verleihen. Einzig Marjorie Main habe es geschafft, „etwas Witz zu versprühen“. Der Film sei so „insgesamt eine herbe Enttäuschung“.

## Deutsche Fassung
Eine deutsche Synchronfassung entstand 1991.
| Rolle                                       | Darsteller      | Synchronsprecher         |
| ------------------------------------------- | --------------- | ------------------------ |
| Jane Hoskins / Lady Jane Loverly            | Greer Garson    | Cornelia Meinhardt       |
| Nigel Duxbury / Lord Henry Minden / Hoskins | Michael Wilding | Frank Glaubrecht         |
| Julia Wortin                                | Marjorie Main   | Tilly Lauenstein         |
| Tracy Collans                               | Hayden Rorke    | Klaus Piontek            |
| James Horace Caighn                         | Ralph Dumke     | Gerd Duwner              |
| Lady Sybil Minden                           | Phyllis Stanley | Kerstin Sanders-Dornseif |